# À Lydie
À Lydie est une mélodie de la compositrice Augusta Holmès composée en 1869.

## Composition
Augusta Holmès compose ce duo en 1869 sur un poème d'Horace, traduit par Alfred de Musset. La dédicace est faite à Mlle Marie de Villevieille. L'image de couverture est signée Barbizet. La tonalité originale est en mi majeur pour voix de soprano et de baryton ou ténor. Elle a été publiée aux éditions Durand, Schönewerk & Cie.